# Wyatt Earp - Ritorno al West
Wyatt Earp - Ritorno al West (Wyatt Earp: Return to Tombstone) è un film per la televisione del 1994 diretto da Paul Landres e Frank McDonald.
È un film western statunitense con Hugh O'Brian, Bruce Boxleitner e Paul Brinegar. È un seguito della serie televisiva Le leggendarie imprese di Wyatt Earp (1955–1961) con Hugh O'Brian che reinterpreta di nuovo il personaggio di Wyatt Earp, con nuovi filmati e sequenze colorizzate, introdotte in flashback, prese dalla serie televisiva.

## Produzione
Il film, diretto da Paul Landres e Frank McDonald su una sceneggiatura di Daniel B. Ullman e Rob Word, fu prodotto da Phil May, Joseph J. Shields e dallo stesso Word per la Associated Images e la CST Featurization e girato a Old Tombstone in Arizona.

## Distribuzione
Il film fu trasmesso negli Stati Uniti il 1º luglio 1994 con il titolo Wyatt Earp: Return to Tombstone sulla rete televisiva CBS.
Alcune delle uscite internazionali sono state:
- in Germania (Wyatt Earp - Das Leben einer Legende)
- in Portogallo (Wyatt Earp: Regresso a Tombstone)
- in Italia (Wyatt Earp - Ritorno al West)